# Pedaliodes cebolleta
Pedaliodes cebolleta är en fjärilsart som beskrevs av Adams och Bernard 1977. Pedaliodes cebolleta ingår i släktet Pedaliodes och familjen praktfjärilar. Inga underarter finns listade i Catalogue of Life.